# 腱鞘線維腫
腱鞘線維腫（けんしょうせんいしゅ、英 Fibroma of tendon sheath、ICD-O 8810/0)は、主に上肢末梢の腱鞘周辺に好発する良性軟部腫瘍である。1949年にGeschickterらが疾患単位として記載したのが始まりであるが、1970年にChurgとEnzingerが138例の臨床-病理学的特徴をまとめて原著に紹介したことで広く知られるようになった。新WHO分類では良性線維芽細胞/筋線維芽細胞腫瘍に分類されている。このカテゴリーには結節性筋膜炎、骨化性筋炎など非腫瘍性線維増殖症も含まれるが、腱鞘線維腫は真の腫瘍と考えられている。本疾患は患者背景、好発部位、臨床所見の類似性から腱鞘巨細胞腫との鑑別上の問題が論じられることが多い。

## 疫学
圧倒的に手指の指節骨周辺の腱鞘に接して発生する例が多いが、腱鞘巨細胞腫より発生頻度は稀である。一説によれば腱鞘線維腫と腱鞘巨細胞腫の頻度は1：2.7とされている。しかし良性腫瘍であるため治療の対象にならない例が潜在的にあると考えられる。手指関節以外では肘関節、手関節、膝関節周囲の腱鞘に発生した例が短報で報告されている。

## 症状
手指の無痛性皮下腫瘤として発症することが多いが、軽度圧痛や外傷の既往を訴える例もある。Churg and Enzinger (1979）の原著によれば98％の症例が四肢に発生し、82％が上肢病変である。好発部位は手指（49％）、手（21％）、肘関節（12％）である。病変発生部位は屈筋腱に多く、性別は75％が男性で、20－50歳代が好発年齢層である。MRI所見ではT1, T2強調画像とも横紋筋と同等かやや低い信号強度を示す（Fox MG et al., 2003）。

## 病理組織学的特徴
肉眼的には境界明瞭で弾性硬の白色結節性腫瘤で、大きさが2.5cmを超えるものは稀である。組織学的には膠原線維の増生が主体で、種々の割合で紡錘形の線維芽細胞または筋線維芽細胞の増殖が認められる。免疫組織化学的には紡錘細胞はビメンチン陽性、一部は平滑筋性アクチン陽性である。MIB-1陽性細胞（G1-S期）の割合は低レベルだが、細胞密度の高い例では結節性筋膜炎と同等の陽性率を示す。

## 鑑別疾患リスト
手指に発生した病変では腱鞘巨細胞腫（ICD-O 9252/0）との鑑別が重要だが、病理組織学的鑑別に苦慮することは殆んどない。細胞成分が豊富で粘液腫状間質が介在する病変では結節性筋膜炎との鑑別を要する。膠原線維成分に富む皮下のdesmoplastic fibroblastoma（collagenous fibroma, ICD-O 8810/0）との鑑別は発生母地を参考にすべきである。

## 細胞遺伝学的な発生論
腫瘍細胞の体細胞レベルの染色体変異では第11番染色体長腕の11q12に切断点を有する染色体転座がDal Clin Pら（1998）により報告されている。さらに同じ著者のグループによりcollagenous fibroblastomaの2例でも同じ遺伝子再構成が報告されている（Sciot R et al., 1999）。少数例の解析であるので今後の症例の蓄積が必要だが、良性線維性腫瘍の発生には共通の細胞遺伝学的背景があることが示唆される。

## 治療
腱鞘を温存した腫瘍の完全摘除が有効である。化学療法、放射線療法は適応外である。

## 予後
切除後の局所再発例は10%と報告されている（Chung EB et al, 1979）。悪性転化や転移した例は知られていない。